# HeavyLight
HeavyLight is een Nederlandse rockband uit Rotterdam, die opgericht is in 2011. De band bestaat uit gitarist Allart Hoekstra, toetsenist Dylan Viset, bassist Sander Beerens en drummer Jeroen Beerens. Alle bandleden zijn tevens verantwoordelijk voor de zang. HeavyLight bevat voornamelijk invloeden van bands als Muse, Coldplay, Kings of Leon, Editors en Pink Floyd.
Hoekstra was eerder actief in de band Revision, Sander en Jerry Beerens werkten samen in de band Young & Desperate. Beide bands kwamen elkaar geregeld tegen. Nadat Young & Desperate ophield te bestaan namen de drie contact met elkaar op om gezamenlijk een band op te richten. Ook werd toetsenist Viset bij de band betrokken. De band werd op 1 augustus 2011 opgericht in het huis van de familie Beerens.
In 2012 mocht de band de InHolland Popprijs in ontvangst nemen. De band werd tevens op 31 maart 2013 uitgeroepen tot 3FM Serious Talent. Tot op heden heeft de band drie singles en een album uitgebracht. De muziekvideo's van de eerste twee singles verschenen op de website van Coldplay.

## Discografie
Albums
- Your Kingdom (2014)

Singles
- Hey (2013)
- Any Moment Now (2013)
- All For Me (2014)
- Close To You (2015)